# Sławomir Szczyrba
Sławomir Ryszard Szczyrba (ur. 1955) – polski duchowny rzymskokatolicki i filozof, prezbiter archidiecezji łódzkiej, doktor habilitowany. Od 2019 rektor Ogólnopolskiego Seminarium dla Starszych Kandydatów do Święceń.

## Życiorys
W dniu 25 stycznia 1994 r. uzyskał stopień doktora nauk humanistycznych w dyscyplinie filozofia na podst. rozprawy Afirmacja Boga i życie moralne w ujęciu ojca Jerzego Mirewicza TJ, obronionej na Wydziale Filozofii Chrześcijańskiej ówczesnej Akademii Teologii Katolickiej. 17 lutego 2011 r. habilitował się na tym samym wydziale na podst. dorobku naukowego oraz pracy Problem relacji religijnej. Próba oceny przydatności dialogiki Martina Bubera dla naświetlenia współczesnej tendencji sekularystycznej. Jest specjalistą w zakresie zagadnień związanych z teodyceą.
Prowadził działalność naukowo-dydaktyczną na Uniwersytecie Kardynała Stefana Wyszyńskiego oraz w Wyższej Szkole Pedagogicznej w Łodzi. Był także wykładowcą teorii poznania i antropologii filozoficznej  w Wyższym Seminarium Duchownym w Łodzi.
Gdy na mocy decyzji Konferencji Episkopatu Polski z 2019 r. Ogólnopolskie Seminarium dla Starszych Kandydatów do Święceń zostało przeniesione z Krakowa od Łodzi i oddane pod zarząd metropolity łódzkiego, ks. Szczyrba został mianowany przez abp. Grzegorza Rysia pierwszym łódzkim i drugim w ogóle rektorem tej instytucji.